# Sejus novaezealandiae
Sejus novaezealandiae är en spindeldjursart som beskrevs av Alex Fain och Galloway 1993. Sejus novaezealandiae ingår i släktet Sejus och familjen Sejidae. Inga underarter finns listade i Catalogue of Life.